# Oeral-Batyr
Oeral-Batyr (Russisch: Урал-батыр; "Oeral - de held") is een Basjkiers volksepos (koebair of kobair) dat in 1910 werd opgeschreven door de Basjkierse schrijver Moechamatsja Boerangoelov. Het wordt beschouwd als een van de oudste uit het Oeralgebied.
Het epos bestaat uit 3 delen, die handelen over 3 generaties van helden (batyren), die vertellen over hun daden. Het epos spreekt over de ontstaansgeschiedenis van de Oeral en eindigt bij de dood van de batyr, waarna zijn lichaam opgaat in de Oeraltaoe, die het moederland van de Basjkieren symboliseert. In het epos wordt het idee van het eeuwige leven uitgedrukt.